# Histoire de l'arc au temple de Sanjusangendo
Pour plus de détails, voir Fiche technique et Distribution.
Histoire de l'arc au temple de Sanjusangendo (三十三間堂通し矢物語, Sanjūsangen-dō tōshiya monogatari) est un film japonais réalisé par Mikio Naruse et sorti en 1945.

## Synopsis
Un samouraï du nom de Daiemon qui détenait le record du nombre de flèches tirées sur une cible en une journée avec 6200 flèches, lors du tournoi annuel qui se déroule au temple Sanjūsangen-dō de Kyoto, est détrôné l'année suivante par Kanzaemon Hoshino qui parvient à toucher 8000 fois la cible. Un panneau au nom de sa famille célébrant l'événement est apposé sur le temple en remplacement de celui de Daiemon, apportant un grand prestige à la famille Hoshino. Lors du concours suivant, Daiemon échoue à retrouver son bien avec « seulement » 7300 flèches ayant touché la cible et se suicide par seppuku.
Cinq années plus tard, le bruit se répand que Daihachirō, fils de Daiemon, va à son tour participer au concours et tenter de laver l'honneur de son père défunt. Daihachirō est un jeune homme de 17 ans, il a été recueilli et élevé par Okinu qui possède une auberge non loin du temple Sanjūsangen-dō et qui le pousse à s'entraîner durement au tir à l'arc avec Jinbei. Mais plus la date fatidique approche, plus Daihachirō est en proie au doute. Malgré son talent et son entraînement, il craint de ne pouvoir battre le record établi par Kanzaemon Hoshino, qu'il considère comme son ennemi, et il n'ose parler de ses angoisses à Okinu.
Daihachirō est pris à partie par des rōnin près d'un stand de tir à l'arc, il parvient à s'échapper et se réfugie dans l'auberge tenue par Ofumi et sa mère. Un mystérieux samouraï du nom de Kanbei Karatsu entend malgré lui le jeune homme conter ses déboires. Quelque temps après, Kanbei lui sauve la mise alors que les rōnin, soupçonnés d'être à la solde de la famille Hoshino, le retrouvent chez Okinu. Kanbei convainc cette dernière de placer Daihachirō sous sa protection, il supplante peu à peu Jinbei dans l'entraînement du jeune homme et lui redonne confiance en ses capacités.
Alors qu'il se promène avec Daihachirō et Jinbei dans les rues de Kyoto, Kanbei remarque qu'ils sont suivis. Il s'interpose tandis que ses deux compagnons partent se mettre en sécurité. Après avoir mis en déroute les larrons, un samouraï s'approche, il s'agit de Kazuma Hoshino qui reconnait aussitôt en la personne de Kanbei son frère Kanzaemon Hoshino, dont il était sans nouvelle. Une vive discussion s'engage, Kazuma reprochant à son frère d'agir à l'encontre des intérêts de la famille, Kanzaemon lui reprochant en retour ses méthodes déshonorantes pour parvenir à ses fins.
Plus tard, Kazuma Hoshino se rend à l'auberge d'Okinu, demandant à voir son frère sous prétexte que leur mère veut lui parler, révélant ainsi aux yeux de Daihachirō et d'Okinu médusés la véritable identité de Kanbei. Pour régler le différend, une joute de tir à l'arc est organisée entre Kanzaemon et Daihachirō. Ce dernier en sort vainqueur et c'est empli d'une toute nouvelle assurance qu'il se présente au concours de tir à l'arc du temple Sanjūsangen-dō.
Devant une foule en liesse, Daihachirō enchaîne les tirs et le voilà bientôt arrivé à 5000 flèches ayant touché la cible suivant le décompte des juges. C'est à ce moment qu'il décide de prendre un peu de repos. Kanzaemon tente de le dissuader mais le jeune homme ne tient pas compte de ses conseils. Mal lui en prend puisqu'à son retour, il se retrouve incapable de parvenir à toucher la cible. Fort de son expérience, Kanzaemon sait qu'il est victime d'un afflux de sang dans l'épaule. Il se rend chez Okinu et lui donne un remède permettant d'atténuer la douleur de Daihachirō.
Grâce aux soins prodigués, le jeune homme peut reprendre le concours et parvient à établir un nouveau record avec 8133 flèches ayant touché la cible. Kanzaemon reprend la route alors que la nuit tombe sur Kyoto.

## Fiche technique

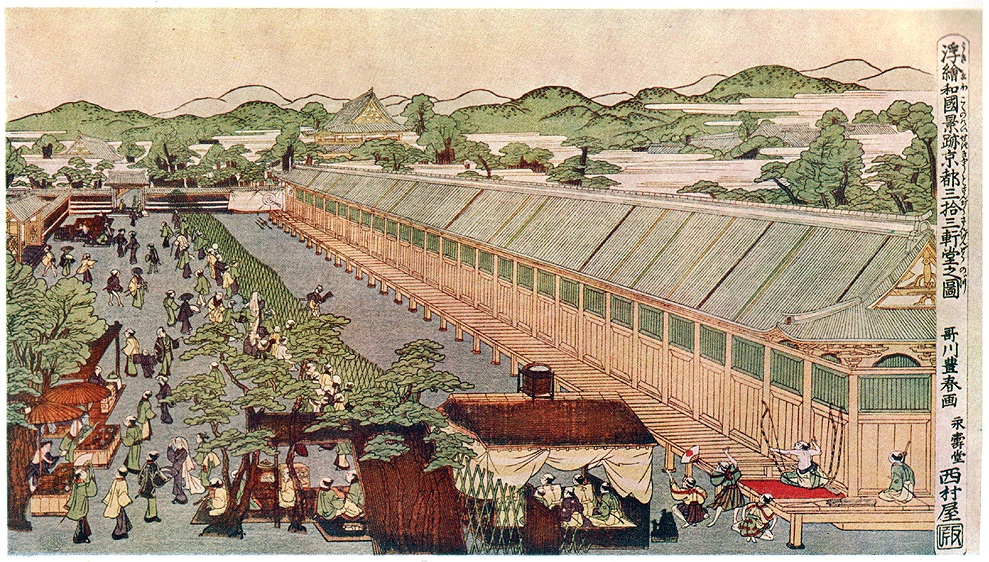
Estampe du XVIII illustrant le concours de tir à l'arc au temple Sanjūsangen-dō tel qu'il se déroule dans le film.

- Titre : Histoire de l'arc au temple de Sanjusangendo[1]
- Titre original : 三十三間堂通し矢物語 (Sanjūsangen-dō tōshiya monogatari?)
- Réalisation : Mikio Naruse
- Scénario : Hideo Oguni
- Photographie : Hiroshi Suzuki
- Décors : Yasuhide Katō
- Assistant-réalisateur : Toshio Sugie
- Producteur : Hosuke Kiyokawa
- Société de production : Tōhō
- Pays d'origine :  Empire du Japon
- Langue : Japonais
- Format : noir et blanc — 1,37:1 — Format 35 mm — Son mono
- Genre : jidai-geki ; film historique ; drame
- Durée : 77 minutes[2] (métrage : neuf bobines - 2 097 m[2])
- Date de sortie :
  - Empire du Japon : 26 juin 1945[2]

## Distribution
- Kazuo Hasegawa : Kanbei Karatsu / Kanzaemon Hoshino
- Kinuyo Tanaka : Okinu
- Senshō Ichikawa : Daihachirō
- Akitake Kōno : Kazuma Hoshino, le frère de Kanzaemon
- Fumiko Katsuragi : la mère de Kazuma et de Kanzaemon
- Haruo Tanaka : Seijiro
- Unpei Yokoyama : Jinbei
- Tamae Kiyokawa : Omatsu
- Sachiko Mitani : Ofumi
- Kimiko Hayashi : Okiyo
- Yōnosuke Toba : un rōnin
- Tokue Hanasawa : un rōnin

## Autour du film

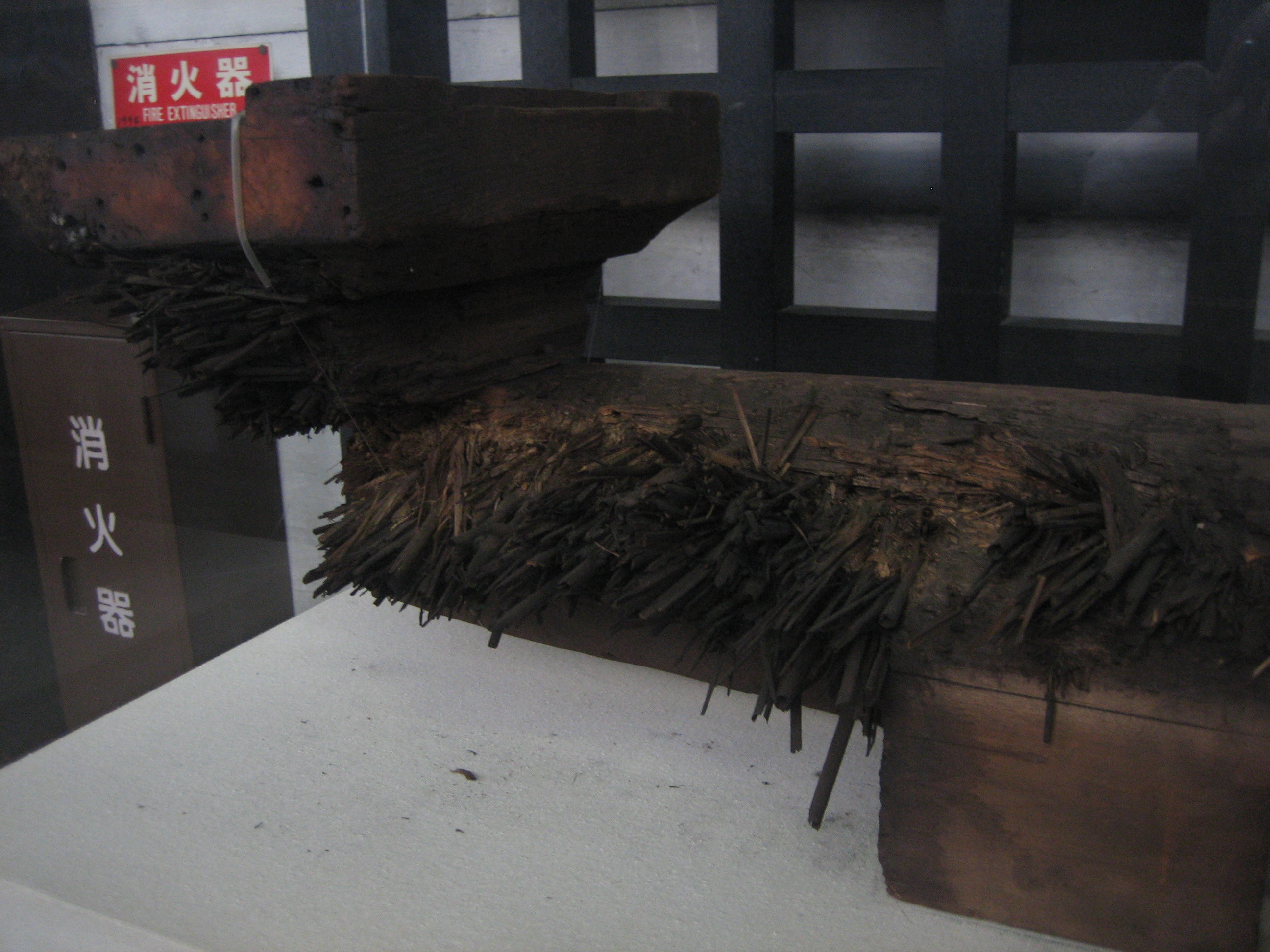
Poutre en bois du toit du temple de Sanjusangendo, retirée lors de travaux, dans laquelle les restes de nombreuses flèches sont fichés.

Le tournage du film se déroule à Kyoto quelques mois avant la fin de la guerre, notamment dans le temple Sanjūsangen-dō où se déroule traditionnellement un concours de tir à l'arc rassemblant les meilleurs archers du Japon. À cette époque, Tokyo est presque entièrement détruite par les bombardements et le tournage est souvent interrompu par des alertes, obligeant l'équipe à trouver refuge dans des tranchées. Histoire de l'arc au temple de Sanjusangendo est aussi le premier film en costumes de Mikio Naruse.
D'après Audie E. Bock, « Le record de distance de tir à l'arc fait l'objet d'un défi que le tenant du titre relève. Mais la rivalité des deux concurrents se transforme en un concours de loyauté, sans enjeu de fortune ni de gloire ».
Kanzaemon Hoshino et Daihachiro Wasa semblent avoir été des personnages historiques. Le premier établit au milieu du XVIIe siècle un record de 8000 flèches ayant atteint une cible située à 120 m de distance le long du couloir qui longe le temple Sanjūsangen-dō sur un total de 10 542 flèches tirées, le tout sur une période de 24 heures. Ce record sera battu dix-sept ans plus tard par Daihachiro Wasa avec 8133 flèches ayant atteint la cible sur un total de 13 053 flèches tirées.